# F-Zero: GP Legend
F-Zero: GP Legend é um jogo eletrônico produzido pela Suzak Inc, e publicado pela Nintendo para o Game Boy Advance, sendo lançado no Japão em 2003 e na Europa e América do Norte em 2004. Foi lançado para o Virtual Console do Wii U em 2014 no Japão e em 2015 na América do Norte e Europa.
O videogame é baseado no anime de mesmo nome, tendo uma sequência foi lançada em 2004 exclusivamente no Japão, intitulada F-Zero Climax. É considerado um reboot da serie.

## Jogabilidade
F-Zero GP Legend é um jogo de corrida semelhante ao de F-Zero para Super Nintendo e usa recursos vindo de F-Zero X no Nintendo 64 . O jogo usa um Mode 7 refeito para o Game Boy Advance para assim permitir que as camadas de fundo girem e sejam dimensionadas para exibir o curso.
O Sistema de Boost é semelhante ao F-Zero X e os veículos podem fazer ataques laterais, semelhante o que foi visto em F-Zero GX de Nintendo GameCube, permitindo fazer curvas sem perder velocidade ou somente causar danos a outros carros da pista. Os circuitos contêm obstáculos e recursos de apoio, como placas de salto, placas de Impulso, Rumble Strips e campos minados. A Placa de Salto permite que a Máquina salte para cima e pode causar danos por queda na máquina do jogador. Para evitar danos, os jogadores podem pressionar o botão direcional para baixo no direcional para mover o nariz da máquina para cima conforme a máquina desce e fazer o salto durar mais tempo.
O Jogo contem 30 personagens jogável sendo 8 disponíveis no modo historia

### Modos de jogo
- Grand Prix: Os jogadores correm por uma série de pistas nas copas Bronze, Prata, Ouro e Platina (Bronze, SIlver, Gold e Platinum em ingles), com exceção da copa platina, todas as outras copas tem um modo Expert. Cada copa consiste em cinco circuitos.[6] Em cada corrida, os jogadores são pontuados pela sua posição final. Os pontos são somados após cada corrida, e o piloto com mais pontos vence. Se a máquina dos jogadores for destruída, eles terão a opção de usar uma máquina sobressalente e refazer a corrida ou desistir da copa.

- Story: Assim como em F-Zero GX, os jogadores participam de uma série de missões que descrevem a história do jogo. A história de Rick Wheeler é a única opção no início, muito se devendo ao fato de ser a historia apresentada no anime de mesmo nome do jogo, porem mais histórias de personagens são desbloqueadas.[7] Cada piloto tem cinco missões para completar, onde os jogadores são obrigados a vencer uma corrida, derrotar um oponente específico em uma corrida, destruir um ou mais oponentes alvo, nunca ser ultrapassado por um ou dois inimigos, ajudar um aliado a vencer a corrida, ajude um aliado a derrotar um oponente específico, perseguir um inimigo ou chegar a um destino antes que o tempo acabe. Terminar uma missão recompensará o piloto com uma quantia em dinheiro, podendo receber mais dependendo do desempenho dos jogadores naquela missão. Duas missões podem custar algum dinheiro ao piloto caso ele tiver o suficiente para pagar. [8]

- Time Attack: Os jogadores correm cinco voltas em uma única pista para tentar bater o melhor tempo possível em pistas que foram desbloqueadas no modo Grand Prix.  Os jogadores podem jogar sozinhos ou contra um piloto fantasma.[9] Um placar dos cinco melhores tempos para cada pista é exibido na tela de seleção de pista, junto com o melhor tempo para uma única volta. Depois de conseguir o melhor tempo, os jogadores podem optar por salvar seu fantasma para competir mais tarde, embora apenas um fantasma possa ser salvo por vez. As únicas pistas que podem ser selecionadas são aquelas do modo Grand Prix, desde que tenham sido concluídas no modo Grand Prix.[10] Um percurso especial chamado Mute City - Championship pode ser desbloqueado e jogado neste modo após desbloquear todos os percursos do Grand Prix.[11]

- Training: Permite que os jogadores corram em uma pista de sua escolha para praticar, podendo personalizar o número de voltas, o número de oponentes e o nível de dificuldade. Todas as faixas que podem ser reproduzidas no modo Time Attack podem ser selecionadas no modo Training.

- Zero Test: Desafia os jogadores a chegar ao final de uma parte específica de uma pista dentro do tempo alocado.[12] Os desafios são divididos em quatro classes e cada classe apresenta 12 provas diferentes. As classes são desbloqueadas em sequência, então cada classe que o jogador completa desbloqueia a classe seguinte. Os tempos são avaliados em bronze, prata e ouro.

- Link: O jogador corre contra até quatro outros oponentes humanos através do Game Boy Link Cable, porem não é retrocompativel com a versão sem fio.[13] Existem dois modos diferentes, Single-Pak e Multi-Pak.[14] Single-Pak requer apenas que uma pessoa tenha uma cópia do jogo, mas cada jogador usa um Dragon Bird de cor diferente e só pode jogar em um campo, Big Blue - Calm Sea. A música de fundo principal também é desativada. Este é o único modo em que Big Blue - Calm Sea pode ser jogado. O modo Multi-Pak não tem restrições e permite escolher qualquer percurso do Grand Prix e qualquer máquina que tenha sido desbloqueada. Se estiver jogando um jogo para dois ou três jogadores, os jogadores escolhem suas máquinas e o nível de dificuldade contra os quais competir.

### Suporte para o e-Reader
A versão japonesa do F-Zero: GP Legend é compatível com o acessório Nintendo e-Reader . Depois que os cartões e+ são digitalizados, é criado um programa que envia os dados ao jogo por meio do cabo de link do Game Boy Advance, o que desbloqueará conteúdo adicional. Existem quatro tipos de cartões eletrônicos: Máquina, Circuito, Desafio e Personagens (Machine, Course Challenger e Characters em inglês). Ao todo foram 40 cartas lançadas
Os cartões de máquina permitem aos usuários desbloquear um piloto/máquina. A digitalização de um lado da carta transferiria dados sobre o piloto, enquanto a digitalização do outro lado da carta transferiria dados sobre a máquina. Para usar a máquina, os dados do piloto e da máquina devem ser transferidos para o jogo. Os cartões do curso desbloqueiam um novo curso. Para transferir o circuito, ambas as faixas de cada lado do cartão deverão ser digitalizadas. Após a transferência dos dados, será dada a opção de salvar o circuito.
O jogo foi projetado para permitir que até cinco circuitos sejam salvos. As cartas de desafio desbloqueiam um desafio de corrida contra um fantasma feito pela equipe da Nintendo e exigem um total de ambos os lados de um conjunto de quatro cartas para desbloquear o desafio. As fichas de personagens não são compatíveis com o e-reader e contêm informações sobre o personagem do anime e sua máquina.

## Anuncio e lançamento
Para divulgar o jogo, um evento dedicado a F-Zero foi realizado no dia 8 de novembro de 2003, no parque de diversões Joypolis, onde os participantes puderam jogar a versão de pré-lançamento do jogo. F-Zero: GP Legend foi lançado no Japão em 28 de novembro de 2003.  Pacotes de cartões e+ complementares foram lançados em duas variedades. O "Pillow Pack" inclui uma Máquina, duas cartas de Curso e duas cartas de Desafio. O “Carddass Pack” veio com dois cartões e+ e um cartão de Personagem e foi disponibilizado nas máquinas de venda automática de cartões da Bandai.  O recurso de ler os cartões e+ não estava disponível nas versões norte-americana e europeia do jogo e muito menos no Virtual Console do Wii U.

## Recepção e vendas
O jogo recebeu criticas positivas, tendo uma media de 77 no Metacritic, A IGN deu nota 8/10 dizendo ser um jogo bem "solido e projetado", A EuroGamer deu nota 8/10 dizendo que o jogo tem uma mistura de desafios e corrida, controles e nível de dificuldades bem balanceados. A Versão de Wii U foi analisado pela Nintendo Life, dando um solido 8/10 dizendo que a velocidade do jogo na TV e no GamePad é mais palatável que na tela do GBA.
Diferente do seu antecessor lançado no GBA, F-Zero Maximum Velocity, F-Zero: GP Legend foi um fracasso de vendas, vendendo apenas 160 mil unidades, o que justifica o fato do seu sucessor, F-Zero: Climax não ter sido lançado no ocidente.